# Radaljevo
Radaljevo (en serbe cyrillique : Радаљево) est un village de Serbie situé dans la municipalité d’Ivanjica, district de Moravica. Au recensement de 2011, il comptait 903 habitants.
L'église Saint-Georges-Martyr passe pour être l'une des plus anciennes du secteur ; elle a été restaurée en 1810 ; elle est constituée d'une nef prolongée d'une abside semi-circulaire et elle est surmontée d'un dôme.

## Démographie
| 1948  | 1953  | 1961  | 1971  | 1981  | 1991  | 2002  | 2011 |
| ----- | ----- | ----- | ----- | ----- | ----- | ----- | ---- |
| 1 320 | 1 278 | 1 195 | 1 079 | 1 077 | 1 046 | 1 010 | 903  |

|  |